# Chowkari
Chowkari fou un estat tributari protegit de l'Índia, una thikana feudatària de Jaipur formada per 45 pobles, regida per una dinastia Shekhawat del clan Bhojrajji.

## Llista de thakurs
- Thakur BAKHAT SINGH 1745-1754
- Thakur ARJUN SINGH 1754-1793 (fill)
- Thakur JAWAN SINGH 1793- ? (fill)
- Thakur SHYAM SINGH (fill del thakur Gyan Singh de Kumawas)
- Thakur ABHEY SINGH (fill)
- Thakur MANGAL SINGH ?-1893
- Thakur GOPAL SINGH 1893-1940
- Thakur ISHWARI SINGH 1940-1958 (+1982)